# Ооямацуми
Ооямацуми (яп. 大山祇) — в синтоизме — ками, мужское божество, из японской мифологии. Он является сыном японских богов Идзанаги и Идзанами, старшим братом японской богини солнца Аматэрасу и отцом Коноханасакуя-химэ богини горы Фудзи и жены Ниниги но Микото. Ооямацуми важный бог гор, морей и войн.

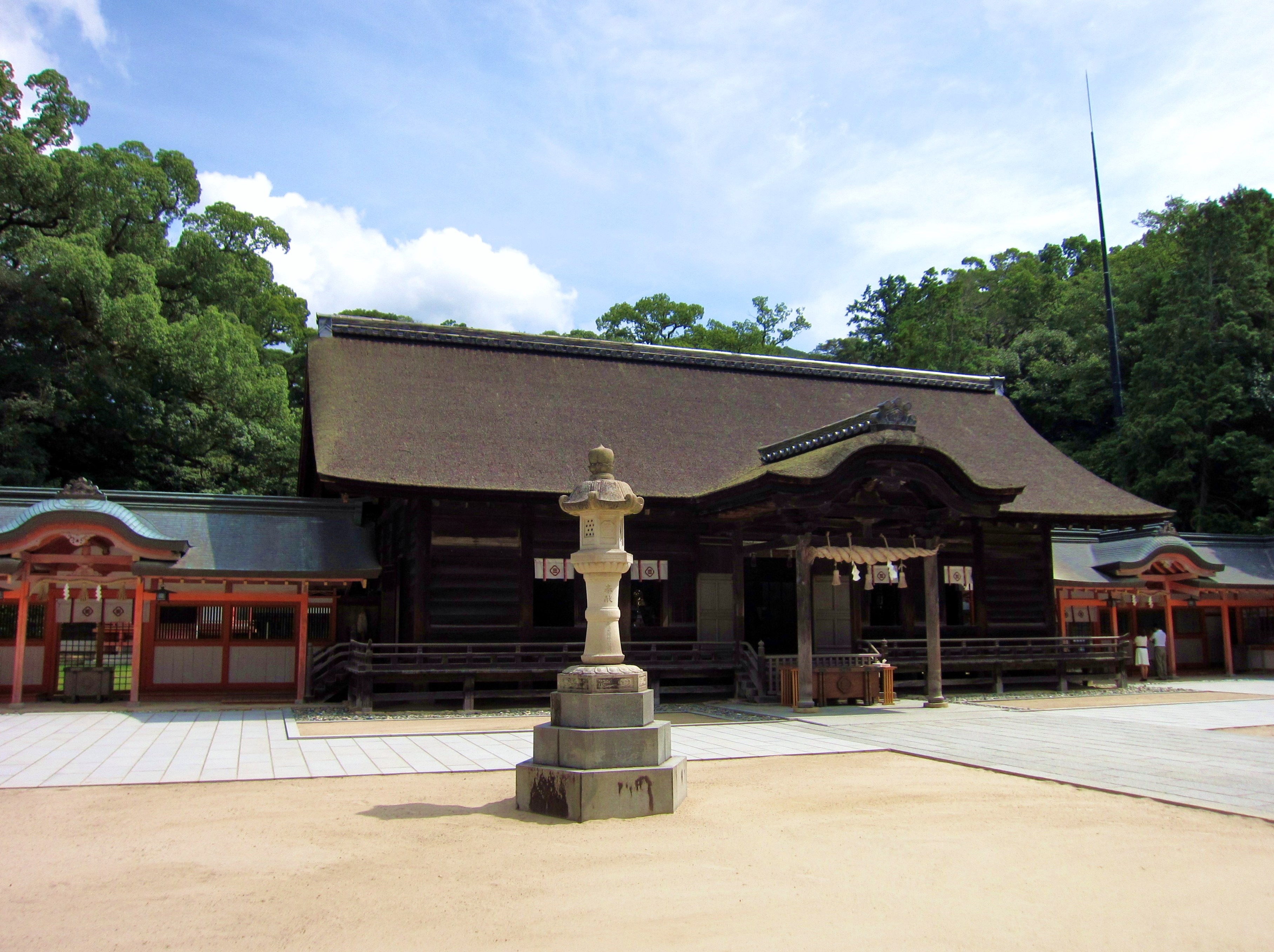
Святилище Оямадзуми-дзиндзя на острове Омисима

Самое важное посвященное ему святилище, Оямадзуми-дзиндзя находится в поселении Мияура на острове Омисима, которое относится к городу Имабари в префектуре Эхиме.
В честь Ооямацуми, который почитается как бог гор (山の神, яманоками), а ранее как богиня (女の神様) 2 декабря в городе Асакура в префектуре Фукуока проходит «Фестиваль белил» (おしろい祭り). Белила осинои (白粉) делают из риса нового урожая, который растирают в пудру и разводят водой в большой миске. Ритуал проводят в местном Оямадзуми-дзиндзя в благодарность за новый урожай и с мольбой о богатом урожае в следующем году. Сначала белила намазывают на лицо настоятеля, а потом уже и всех остальных участников. По рисунку белил на лице гадают на урожай следующего года. Считается, что белила нельзя смывать до возвращения домой. Ещё говорят, полезно добавлять осинои в еду и корм коров, лошадей и другого рабочего скота.